# Новая Вилга
Но́вая Ви́лга (карел. Uuzi-Vilgu) — посёлок в Прионежском районе Республики Карелия, административный центр Нововилговского сельского поселения.

## Общие сведения
Посёлок расположен на берегу реки Томица. Название получил по имени деревни Вилга, ныне относящейся к тому же сельскому поселению. Деревня названа по имени реки Вилга. 
Указом Президиума Верховного Совета Карельской АССР от 20 июня 1959 г., посёлок, находившийся на земле города Петрозаводска, был передан в административное управление Вилговского сельсовета. Указом Президиума Верховного Совета Карельской АССР от 3 января 1963 г., Новая Вилга была исключена из черты города Петрозаводска и подчинена Шуйскому сельсовету, а в соответствии с указом ПВС КАССР от 20 января 1965 г. — стала центром нового Вилговского сельсовета.
Жизнь посёлка с 1964 г. тесно связана с опытно-производственным хозяйством «Вилга».

## Памятники природы
В 3 км на юг от посёлка расположен государственный региональный болотный памятник природы — Болото Самбальское площадью 430 га, ценный ягодник клюквы и морошки.

## Население
| 2002 | 2009  | 2010  | 2013  |
| ---- | ----- | ----- | ----- |
| 1620 | ↘1600 | ↘1579 | ↗1765 |

## Улицы
- ул. Бориса Никонова
- пер. Бориса Никонова
- ул. Коммунальная
- ул. Лесная
- ул. Мелиоративная
- ул. Молодёжная
- шоссе Нововилговское
- ул. Полевая
- пер. Производственный
- ул. Романа Гончара
- ул. Садовая
- ул. Сосновая
- ул. Талицкая
- ул. Центральная
- ул. Школьная
- ул. Кленовая
- ул. Южная

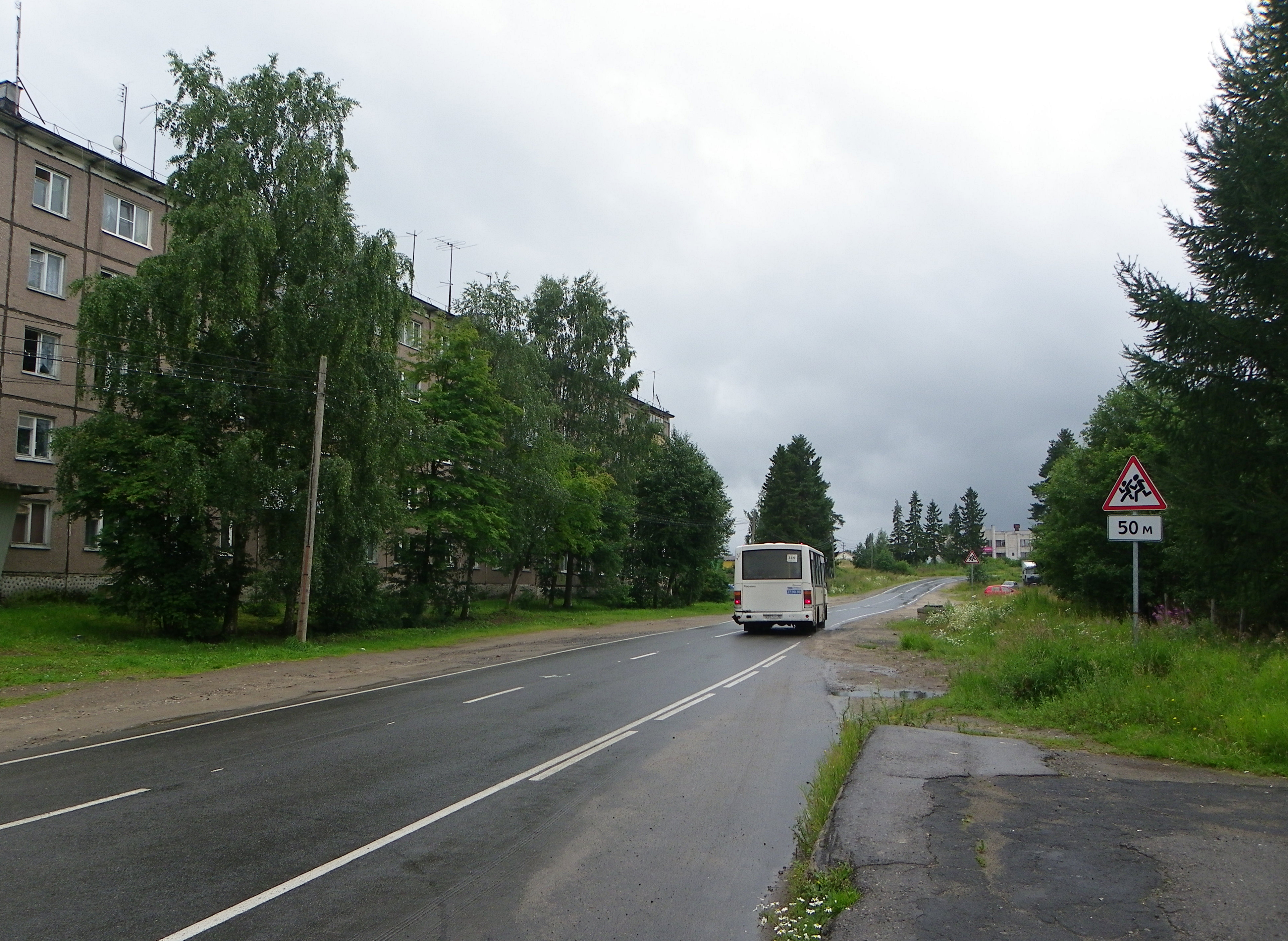
Улица в Новой Вилге
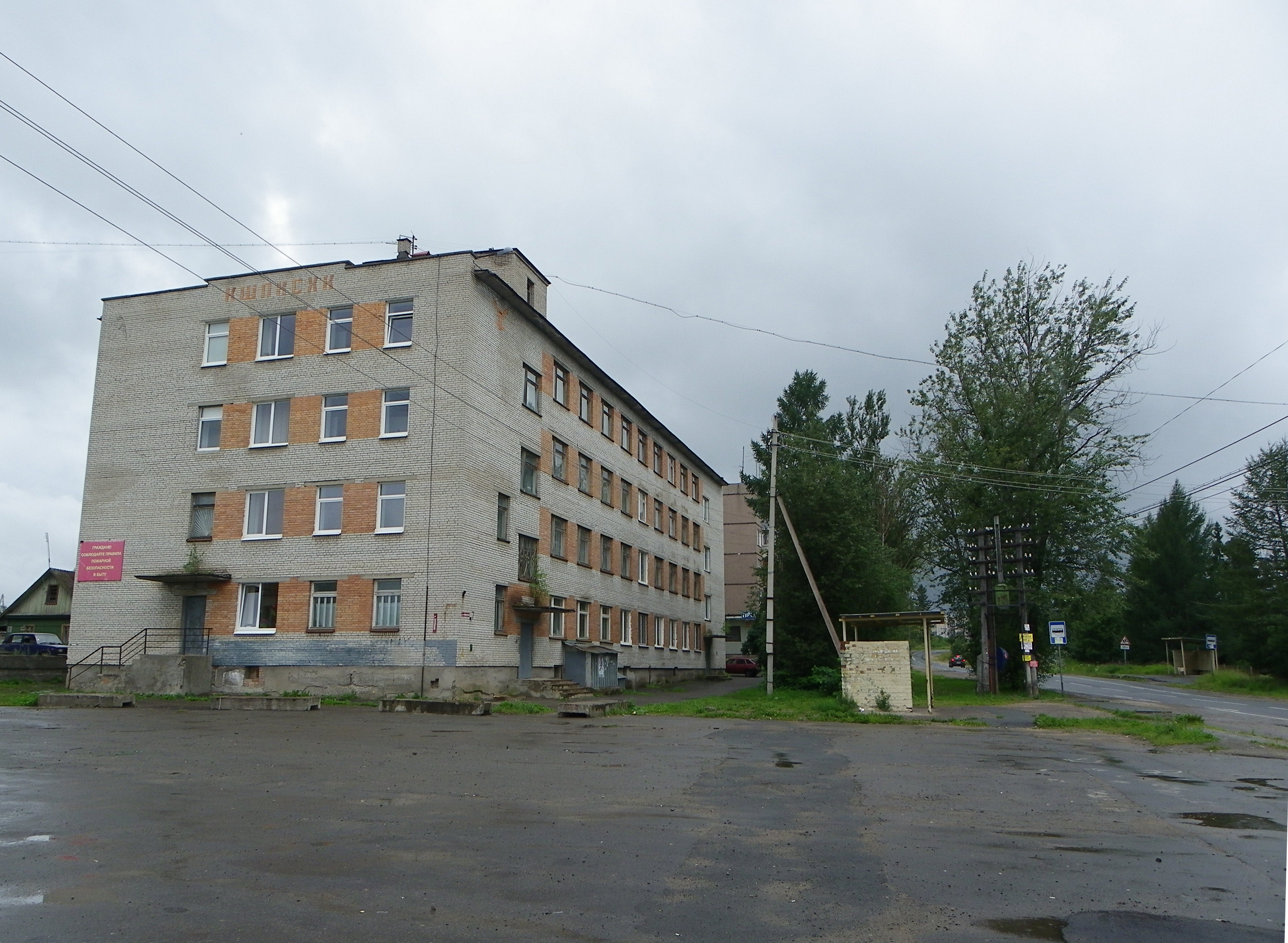
Дом в Новой Вилге
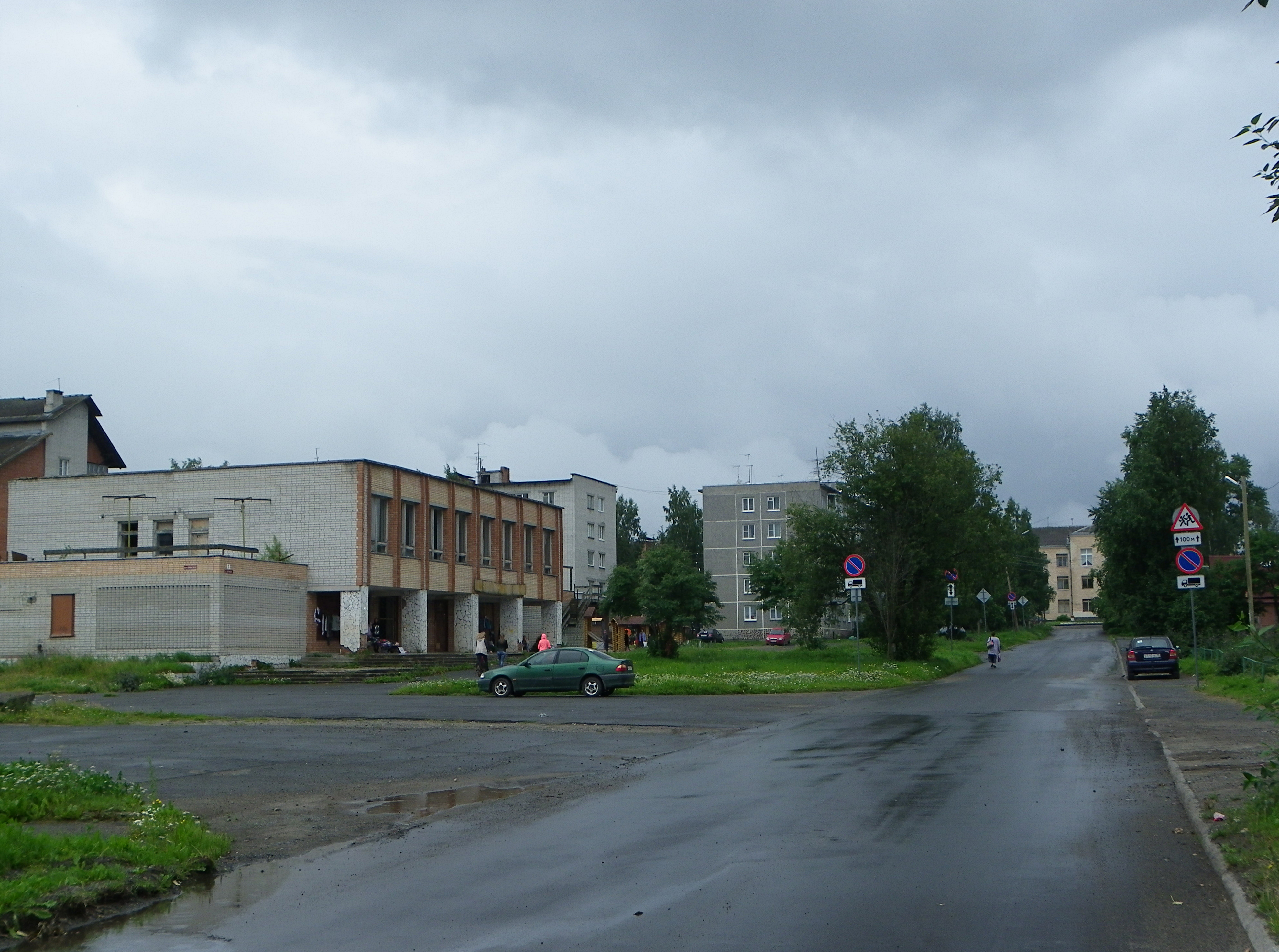
Улица Центральная в Новой Вилге
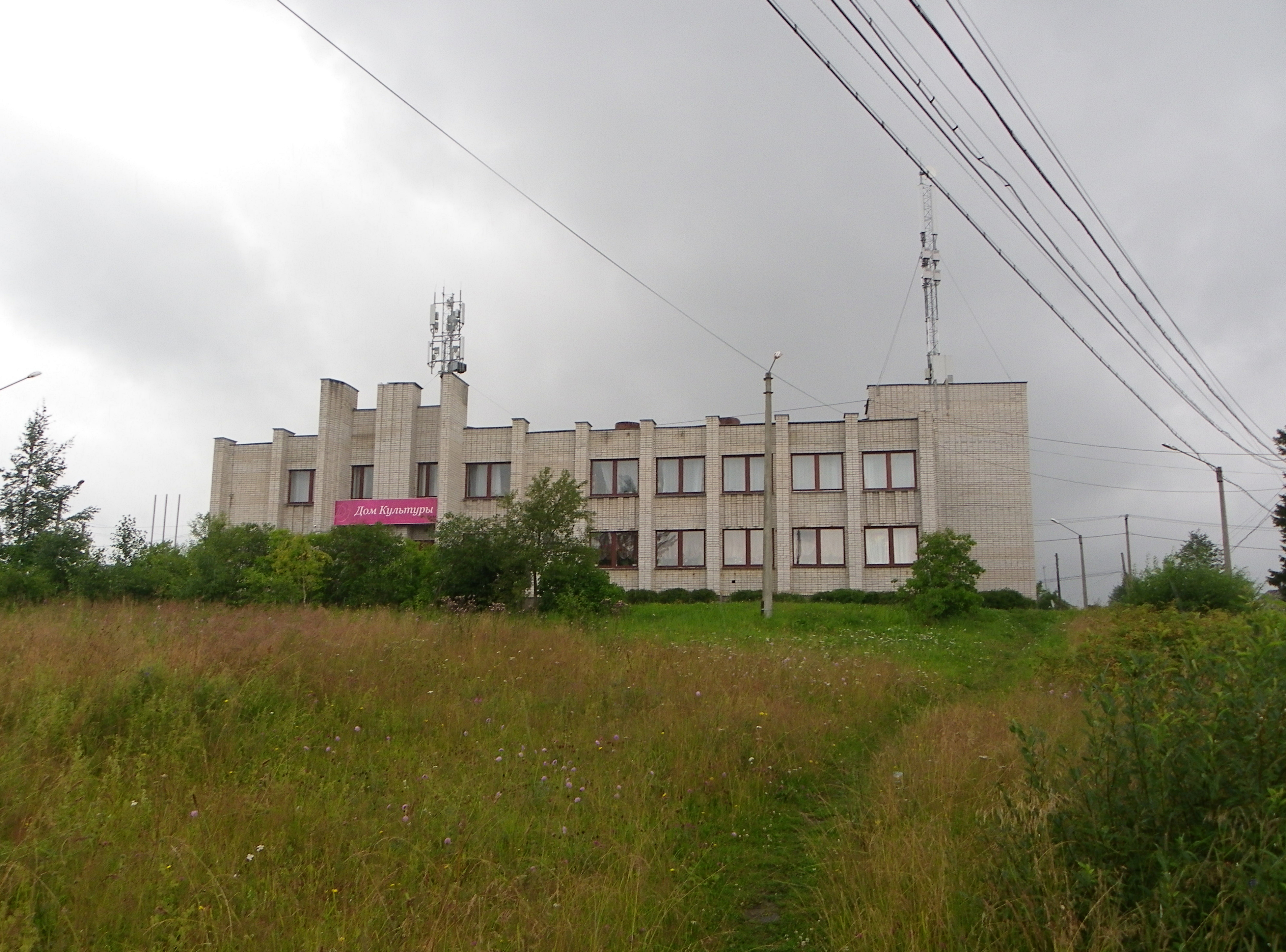
Дом культуры в Новой Вилге